# Ren

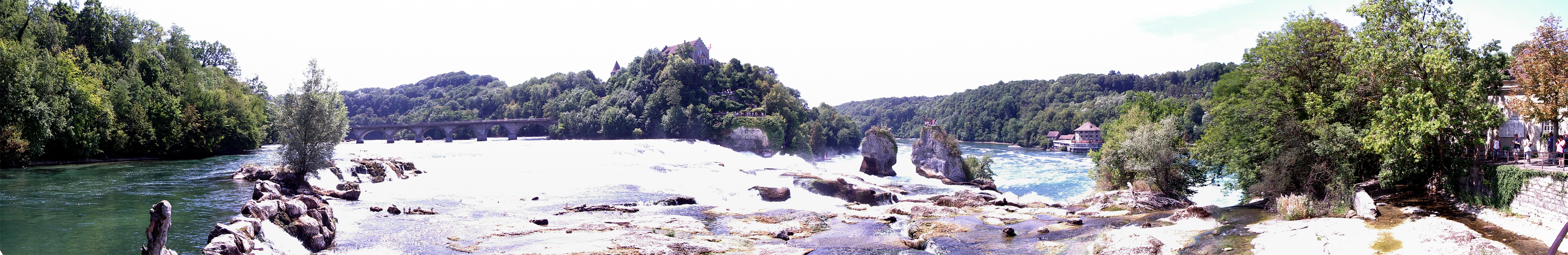
Wodospad na Renie koło Szafuzy

Ren (fr. Rhin, niem. Rhein, niderl. Rijn, ret. Rein, łac. Rhenus) – jedna z najdłuższych rzek w Europie, licząca 1232,7 km. Wypływa z Alp szwajcarskich, płynie przez Jezioro Bodeńskie, dalej na północ, tworząc granicę między Francją a Niemcami. Uchodzi do Morza Północnego na zachód od Rotterdamu w Holandii.
W czasach starożytnych Ren (podobnie jak Dunaj) stanowił granicę Cesarstwa Rzymskiego. W późniejszych czasach był ważną drogą wodną, czego świadectwem są liczne zamki wybudowane na jego brzegach. Do ważniejszych miast leżących nad rzeką należą Kolonia, Düsseldorf, Bazylea, Arnhem czy Rotterdam.

## Nazwa
Nazwa rzeki pochodzi od praindoeuropejskiego rdzenia reie-, oznaczającego „poruszać się, płynąć”, który jest również podstawą takich słów, jak polskie rzeka czy angielskie river. Podobną etymologię ma m.in. rzeka Reno we Włoszech.
Nazwa Ren (Rijn) używana jest również dla małych potoków na północy, gdzie znajdował się główny nurt Renu w czasach rzymskich. Nie niosą one jednak w dzisiejszych czasach wód Renu.

## Geografia
Ren należy do jednych z najdłuższych rzek Europy. Jego długość wynosi 1232,7 km. Obecne opracowania podają powierzchnię zlewni Renu na 224 400 km², wcześniejsze źródła szacowały ją na 252 000 km².

### Długość
Przez wiele lat uważano, że długość Renu wynosi 1320 km. Takie informacje podawano w przewodnikach, oficjalnych publikacjach, a także na tablicy w pobliżu źródeł rzeki. W 2010 roku biolog Bruno Kremer odkrył, że liczba ta jest błędna. Prawdopodobnie wynikała ona z powtórzonej później wiele razy pomyłki zecerskiej w okolicach lat 30. XX wieku, kiedy zapisano 1320 zamiast 1230 km.
Po odkryciu pomyłki, w maju 2010, ponownie ustalono oficjalną długość rzeki na 1232,7 km. Z tej długości 376 km znajduje się w Szwajcarii, 695,5 km w Niemczech i 161,2 km w Holandii.

### Szerokość
- przed ujściem Aare: 100 m[4]
- później: 200 m[4]
- przed Moguncją (Mainz): 500 m[4]
- w środkowym biegu pomiędzy 115 a 330 metrów[4]
- przy granicy z Holandią: 400 m[4], w czasie przypływu nawet do 1 km[4]

### Przepływ
- przed Jeziorem Bodeńskim: 230 m³/s[4]
- na wodospadzie Rheinfall:
  - Średni przepływ letni: 600 m³/s[7]
  - Średni przepływ zimowy: 250 m³/s[7]
- przed Bazyleą: 1060 m³/s[4]
- w Rees: 2300 m³/s[8]

### Bieg rzeki

#### Od źródła do Jeziora Bodeńskiego

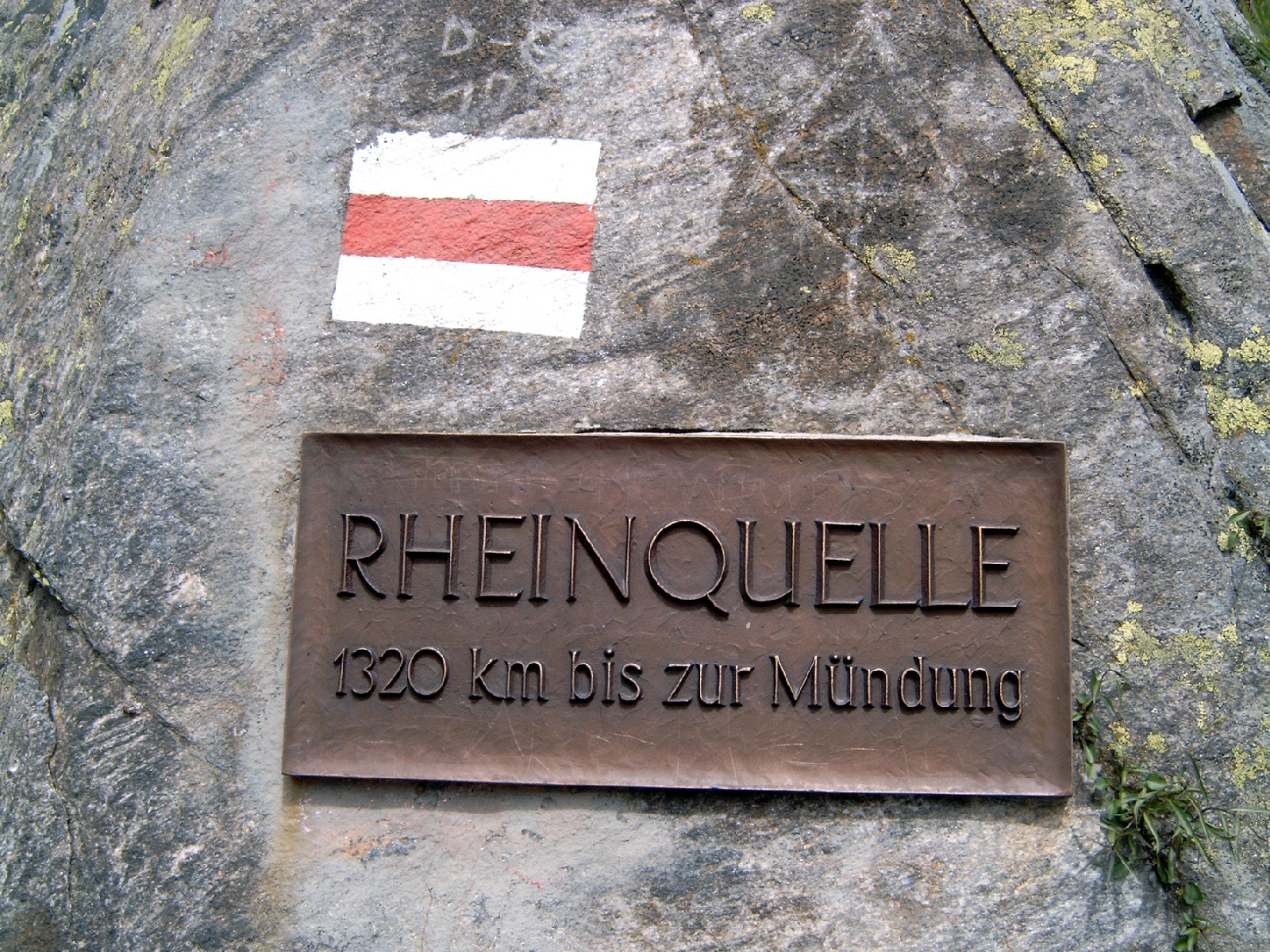
Tablica informacyjna w miejscu źródła Renu z napisem: „ŹRÓDŁO RENU. 1320 km do ujścia.”

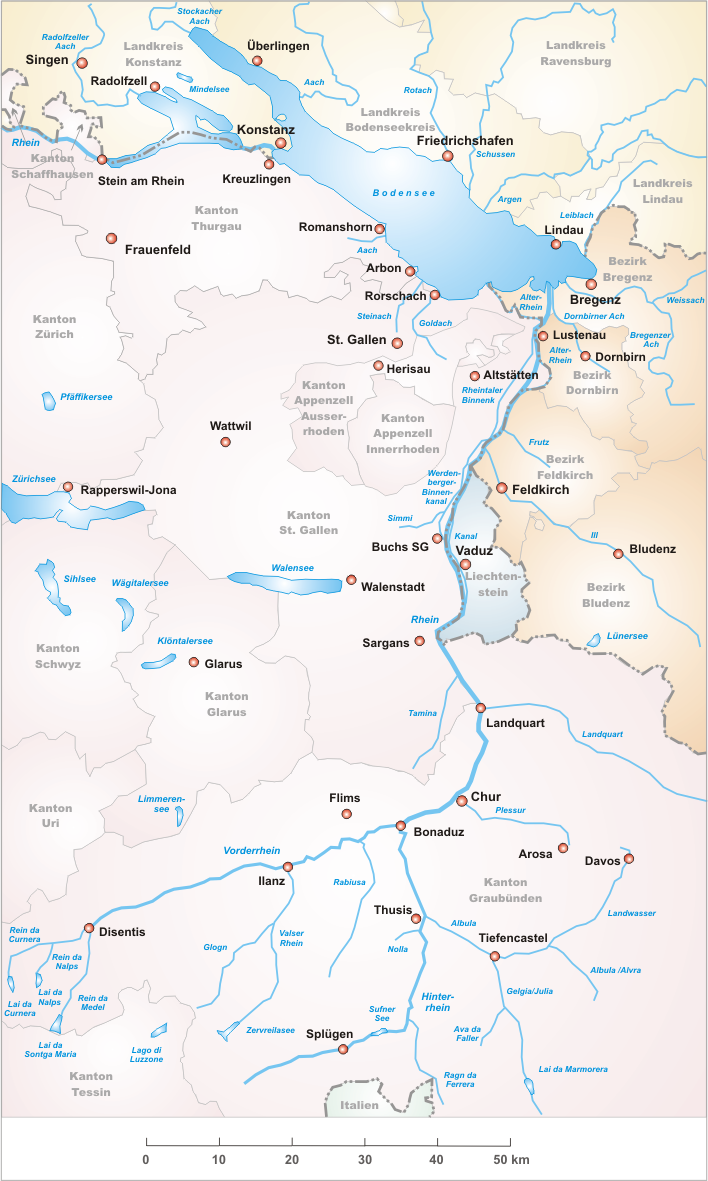
Mapa z rzeką od źródła do Jeziora Bodeńskiego

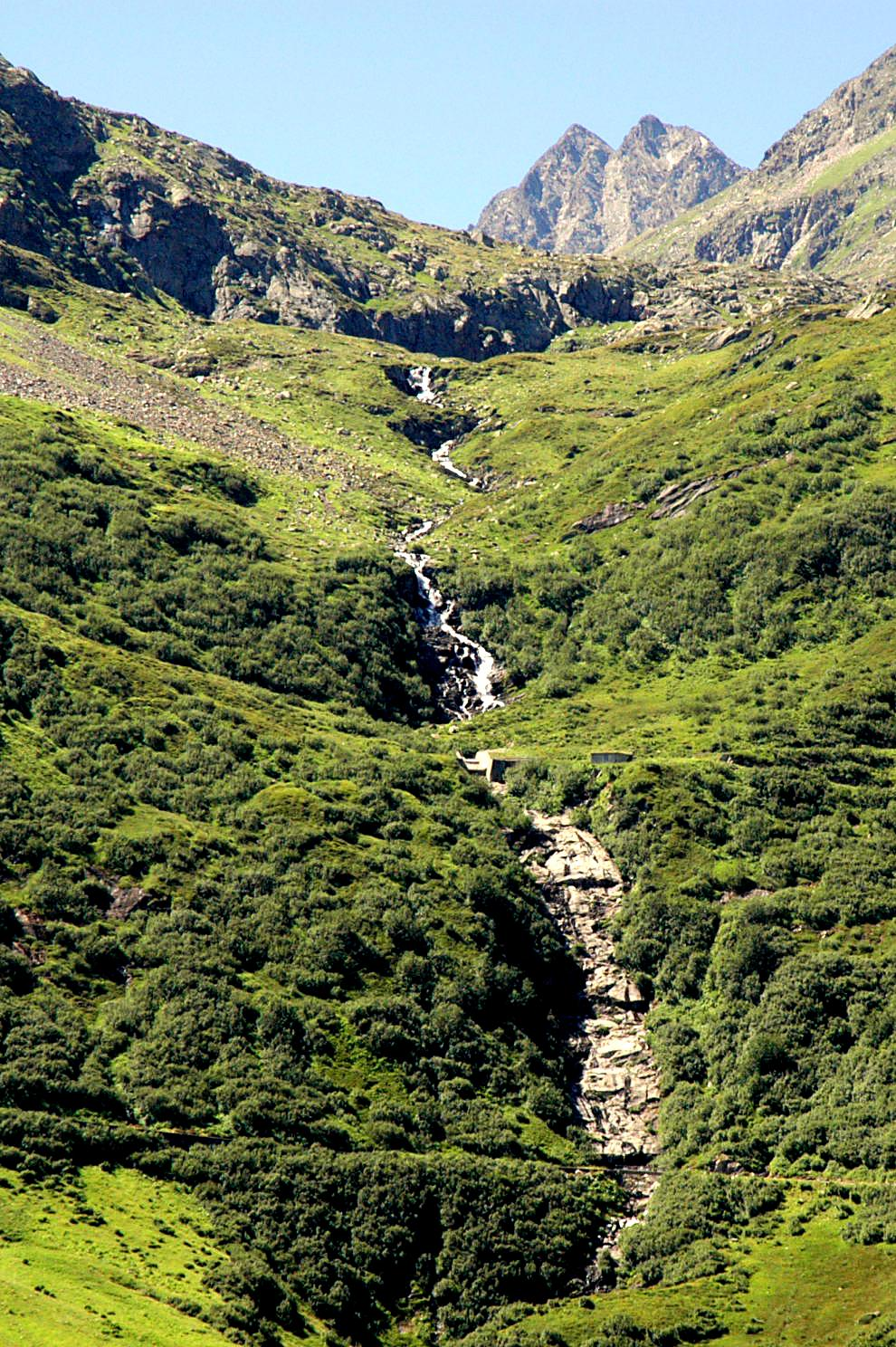
Vorderrhein

Ren wypływa z jeziora Toma (niem. Tomasee) w Alpach Szwajcarskich, w kantonie Gryzonia, w pobliżu wsi Reichenau. Jezioro to leży niedaleko na północ od szczytu Piz Badus (2928 m n.p.m.). Początkowo, po wypłynięciu z jeziora jako Vorderrhein (Vorder Rhein – dosł. Ren Przedni) podąża na wschód z lekkim odchyleniem na północ. Pierwsza wieś znajduje się 5 km poniżej przełęczy Oberalppass. Dalej płynie przez Disentis/Mustér i Ilanz, gdzie łączy się z Valser Rhein. W Bonaduz do rzeki dołącza Tylny Ren (Hinter Rhein), wypływający z lodowca Paradies.
Od Reichenau, jako Alpenrhein (dosł. Ren Alpejski), biegnie przez rynny polodowcowe do Chur i kieruje się na północ, gdzie wpada do Jeziora Bodeńskiego na północnym krańcu Alp. Wcześniej przez około 25 kilometrów rzeka stanowi granicę pomiędzy Liechtensteinem i Szwajcarią.

#### Bieg górny

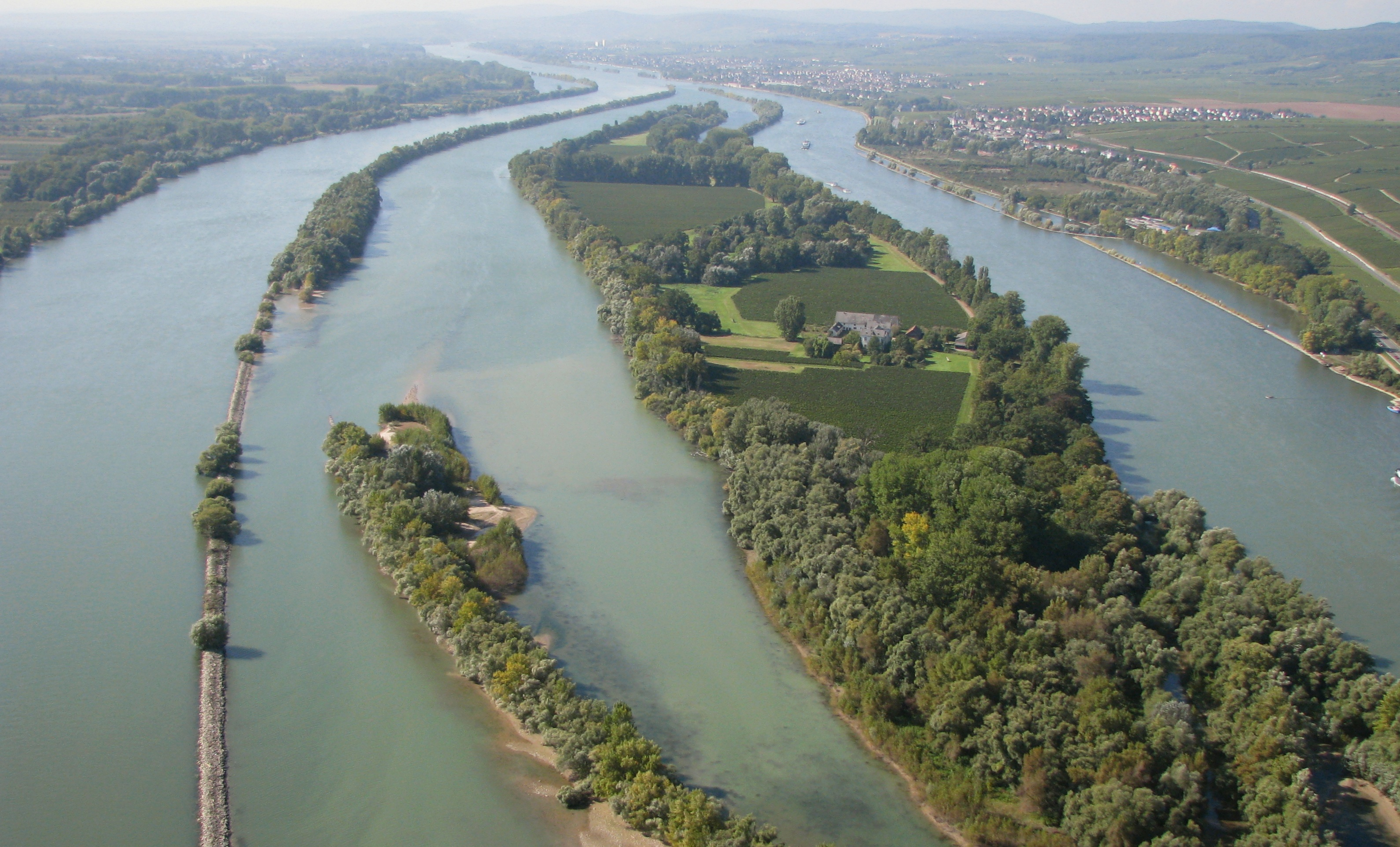
Ren w okolicach Bingen

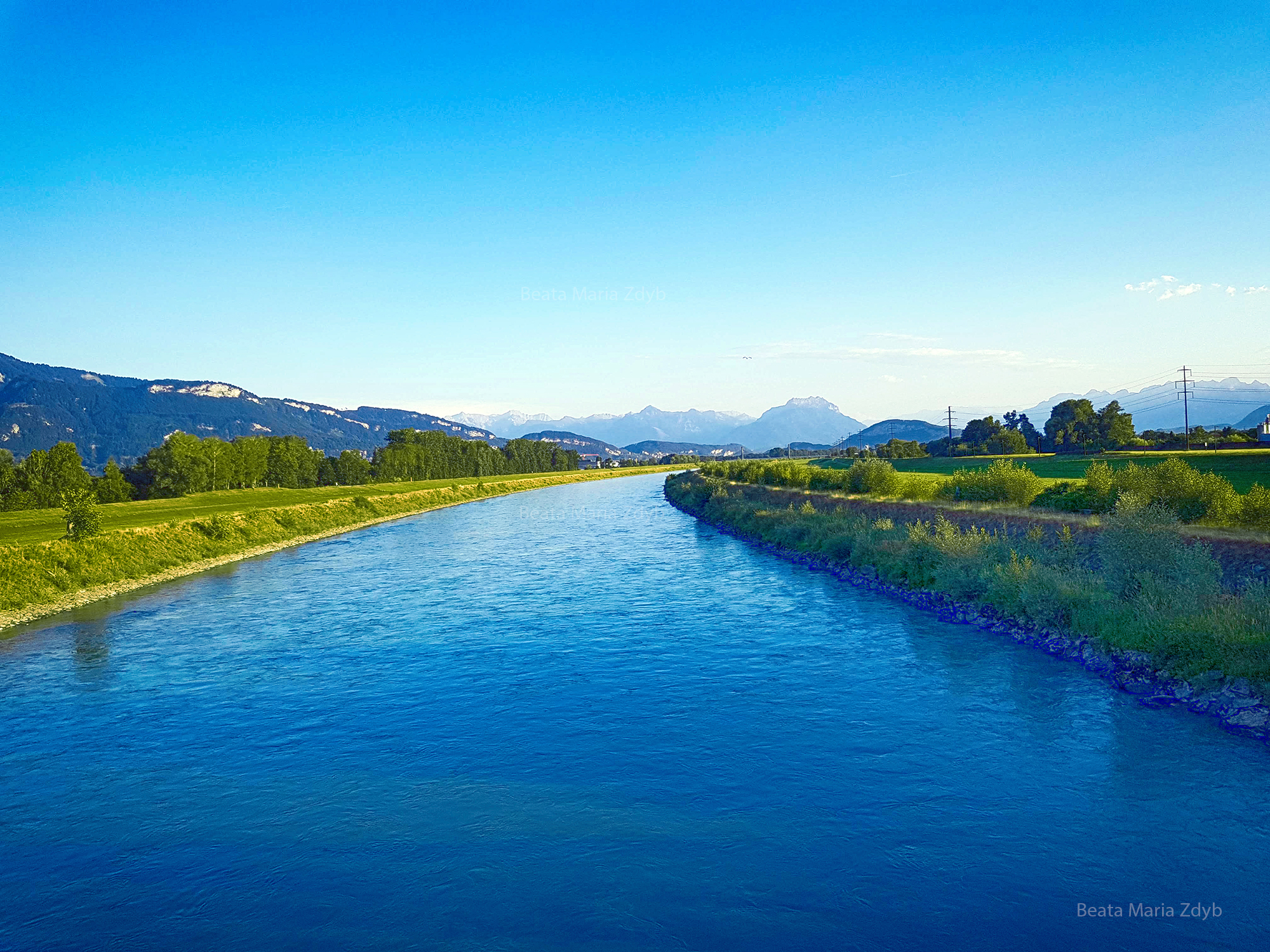
Ren na granicy szwajcarsko-austriackiej.

Ren po wypłynięciu z Jeziora Bodeńskiego kieruje się za miejscowością Stein am Rhein w kierunku zachodnim i płynie dalej aż do Bazylei jako Hochrhein (Wysoki Ren). Tuż za Szafuzą tworzy wodospad Rheinfall, największy wodospad Europy Środkowej i jeden z trzech największych w Europie.
Połączywszy się z rzeką Aare, podwaja swój średni przepływ do średnio 1000 m³/s. Pomiędzy Szafuzą a Bazyleą płynie na zachód przełomem pomiędzy Jurą a Schwarzwaldem. Za Bazyleą Ren skręca na północ, by jako Oberrhein (Górny Ren) płynąć ku granicy szwajcarsko-niemieckiej i dalej przez około 340 km przez Nizinę Górnoreńską aż do Bingen, gdzie rozpoczyna się jego bieg środkowy.
Odcinek od Weil am Rhein / Huningue do Au am Rhein (ok. 20 km na południowy zachód od Karlsruhe) jest naturalną i polityczną granicą pomiędzy Niemcami a Francją.

#### Bieg środkowy

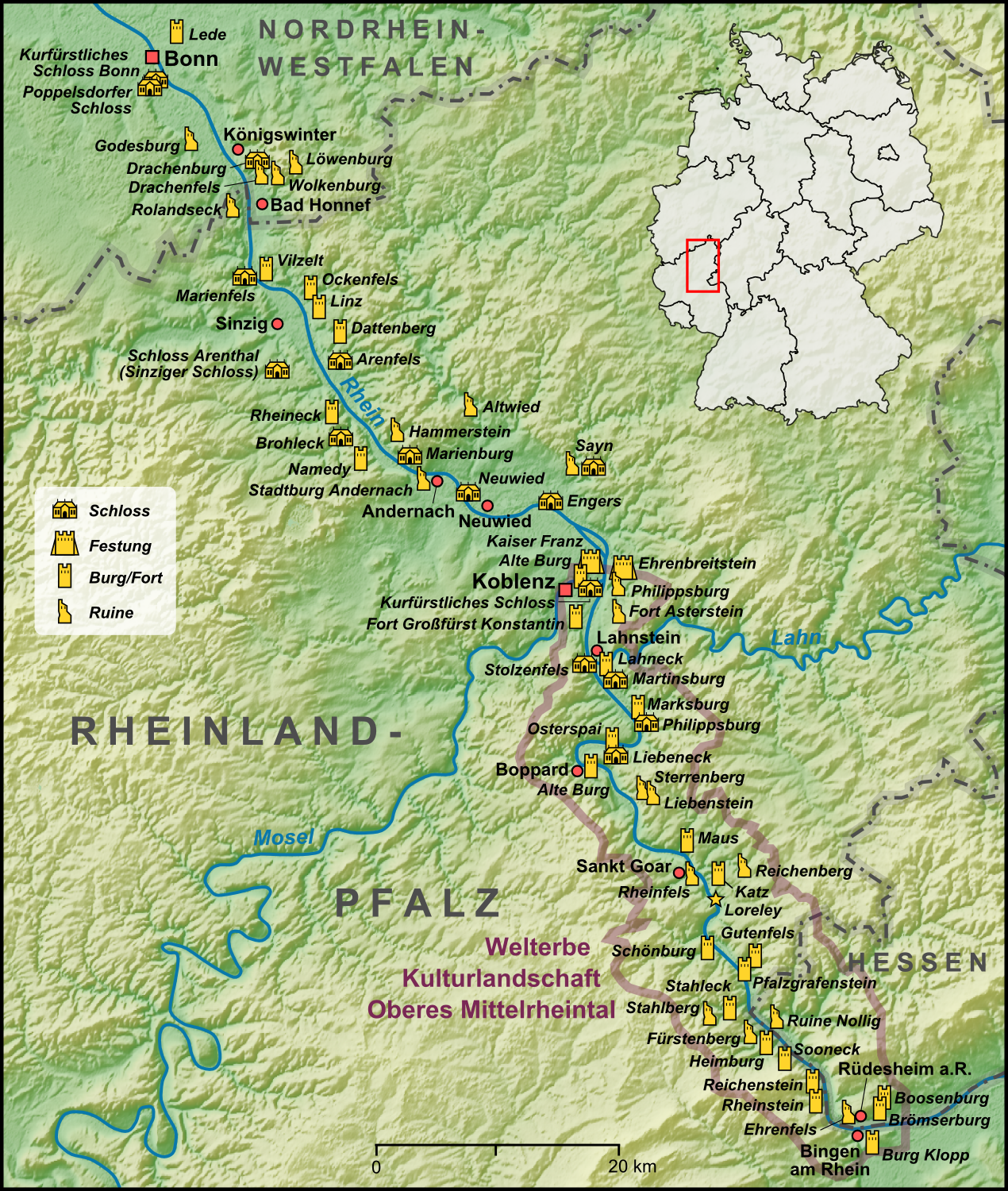
Dolina środkowego Renu

W miejscu, gdzie Ren dopływa do gór Taunus, skręca na zachód, a następnie przecina Reńskie Góry Łupkowe, płynąc ponownie ku północy. Rzeka wcina się w przeszkodę, rzeźbiąc w niektórych miejscach ponad 300-metrowe klify. Dalej na północ od Karlsruhe do Renu wpadają dwa z największych dopływów tej rzeki: Neckar w Mannheim oraz Men w Moguncji.
W Bingen nad Renem rzeka zapoczątkowuje swój bieg przez Dolinę Środkowego Renu. Dolina ciągnie się aż do Bonn, a jej 65-kilometrowy odcinek pomiędzy Bingen a Koblencją, znany jako przełom Renu, słynny jest z licznych zabytków średniowiecznej architektury świeckiej i sakralnej, winnic i zamków. Ten krajobraz kulturowy Oberes Mittelrheintal został wpisany w 2002 na listę światowego dziedzictwa UNESCO. Koło Koblencji do Renu uchodzi – z lewej – Mozela oraz – z prawej – Lahn.
Największe dopływy Renu w jego środkowym biegu to: Nahe, Mozela i Ahr (lewobrzeżne) oraz Lahn, Wied i Sieg (prawobrzeżne).

#### Bieg dolny
Od Bonn rzeka jest już szeroką rzeką nizinną. Przepływa w dalszym biegu przez Kolonię, Düsseldorf i Duisburg, gdzie wpada do niego Ruhra. W Duisburgu znajduje się największy europejski port śródlądowy. Nieco dalej, koło miasta Wesel, do Renu uchodzi z prawej strony Lippe.

#### Delta Renu-Mozy-Skaldy
Przekraczając granicę z Holandią w Spijk, w pobliżu Nijmegen i Arnhem, Ren jest najszerszy w całym swoim biegu. Wkrótce potem dzieli się na trzy odnogi – Waal, Dolny Ren (Nederrijn) i IJssel. Dwie trzecie wód Renu płyną na zachód jako Waal, później Merwede i Nieuwe Merwede, łączą się z Mozą i wpadają do Morza Północnego.
W pobliżu Hardinxveld-Giessendam odłącza się Beneden Merwede, która jako Noord łączy się z Lek w pobliżu miejscowości Kinderdijk, tworząc Nową Mozę (Nieuwe Maas). Dalej przepływa przez Rotterdam, zmienia nazwę na Het Scheur i Nieuwe Waterweg i wpływa do Morza Północnego. Inna odnoga – Stara Moza (Oude Maas) – odłącza się od głównego biegu w pobliżu Dordrechtu, łącząc się później z Nową Mozą, formując Het Scheur.
Pozostała jedna trzecia wód płynie przez Pannerdens Kanaal, a potem dzieli się na IJssel i Dolny Ren. IJssel z jedną dziewiątą wody wpada do IJsselmeer. Dolny Ren płynie na zachód, równolegle do Waal. W pobliżu Wijk bij Duurstede zmienia nazwę na Lek, by później połączyć się z Noord, tworząc Nową Mozę.

### Dopływy

#### Lewe
- Thur
- Töss
- Glatt
- Aare
- Birs
- Ill
- Lauter
- Queich
- Speyerbach
- Rehbach
- Isenach
- Pfrimm
- Selz
- Nahe
- Mozela
- Nette
- Ahr
- Erft

#### Prawe
- Landquart
- Ill
- Dornbirner Aach
- Bregenzer Aach
- Argen
- Schussen
- Radolfzeller Aach
- Wutach
- Alb
- Murg
- Wehra
- Wiese
- Möhlin
- Elz
- Kinzig
- Rench
- Murg
- Federbach
- Alb
- Pfinz
- Kraichbach
- Neckar
- Weschnitz
- Men
- Wisper
- Lahn
- Wied
- Sieg
- Wupper
- Düssel
- Ruhra
- Emscher
- Lippe

### Miasta nad Renem
Nad Renem leżą m.in. Konstancja, Szafuza, Bazylea, Strasburg, Karlsruhe, Spira, Mannheim, Ludwigshafen am Rhein, Wormacja, Wiesbaden, Moguncja, Koblencja, Bonn, Kolonia, Düsseldorf, Duisburg, Arnhem, Rotterdam.

## Natura

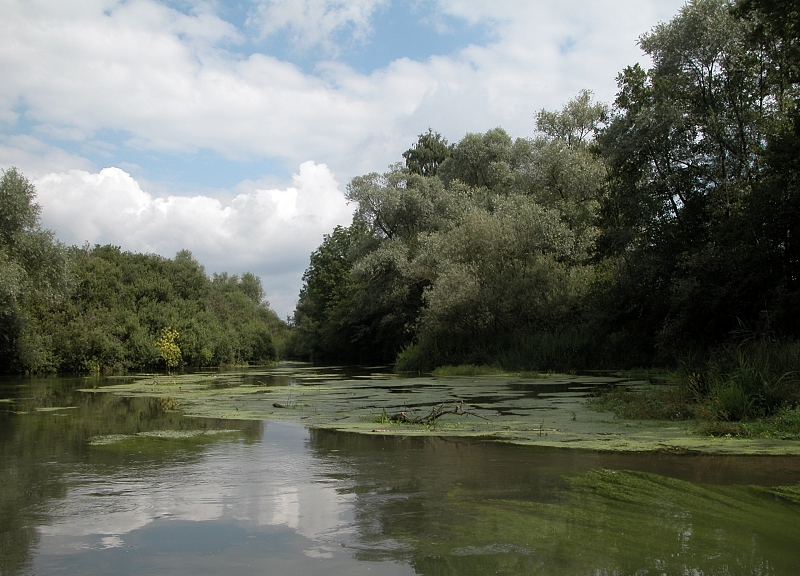
Rezerwat przyrody Taubergiessen

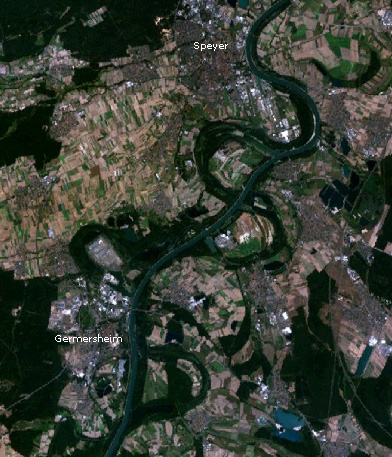
Altrheinärme pomiędzy Germersheimem a Spirą

W tarasie zalewowym Renu na północny zachód od Fryburga Bryzgowijskiego znajdują się lasy łęgowe. Zamieszkuje je wiele rzadkich roślin i zwierząt.
W górach Kaiserstuhl występują murawy kserotermiczne z ciepłolubnymi gatunkami storczyków. Występuje tam też jaszczurka zielona, chociaż jej naturalne siedlisko to rejon Morza Śródziemnego.
W górskich rejonach górnego Renu występuje klimat łagodny. Rosną tam migdały i kasztany.
Po „wyprostowaniu rzeki” pomiędzy Germersheimem a Spirą utworzyły się starorzecza, zwane po niemiecku Altrheinarme (Stary Ren). Dzisiaj w rejonach miejscowości Rees i Xanten są unikatowe w skali kraju podmokłe lasy. Są one siedliskiem lęgowym i zimowym ptactwa wodnego, szczególnie dla mergusów, kaczek i łabędzi. Tereny te są również popularne wśród kajakarzy i wędkarzy oraz są zabezpieczeniem jako teren zalewowy na wypadek powodzi.

## Turystyka
Największymi atrakcjami turystycznymi nad Renem są Jezioro Bodeńskie oraz Dolina Środkowego Renu z jej średniowiecznymi zamkami. Ważną rolę odgrywa turystyka w dużych historycznych miastach, jak Bazylea, Strasburg, czy Kolonia. Ogromną liczbę turystów przyciąga też wodospad Rheinfall oraz zamki na górach Drachenfels.

## W kulturze

### Tetralogia Richarda Wagnera

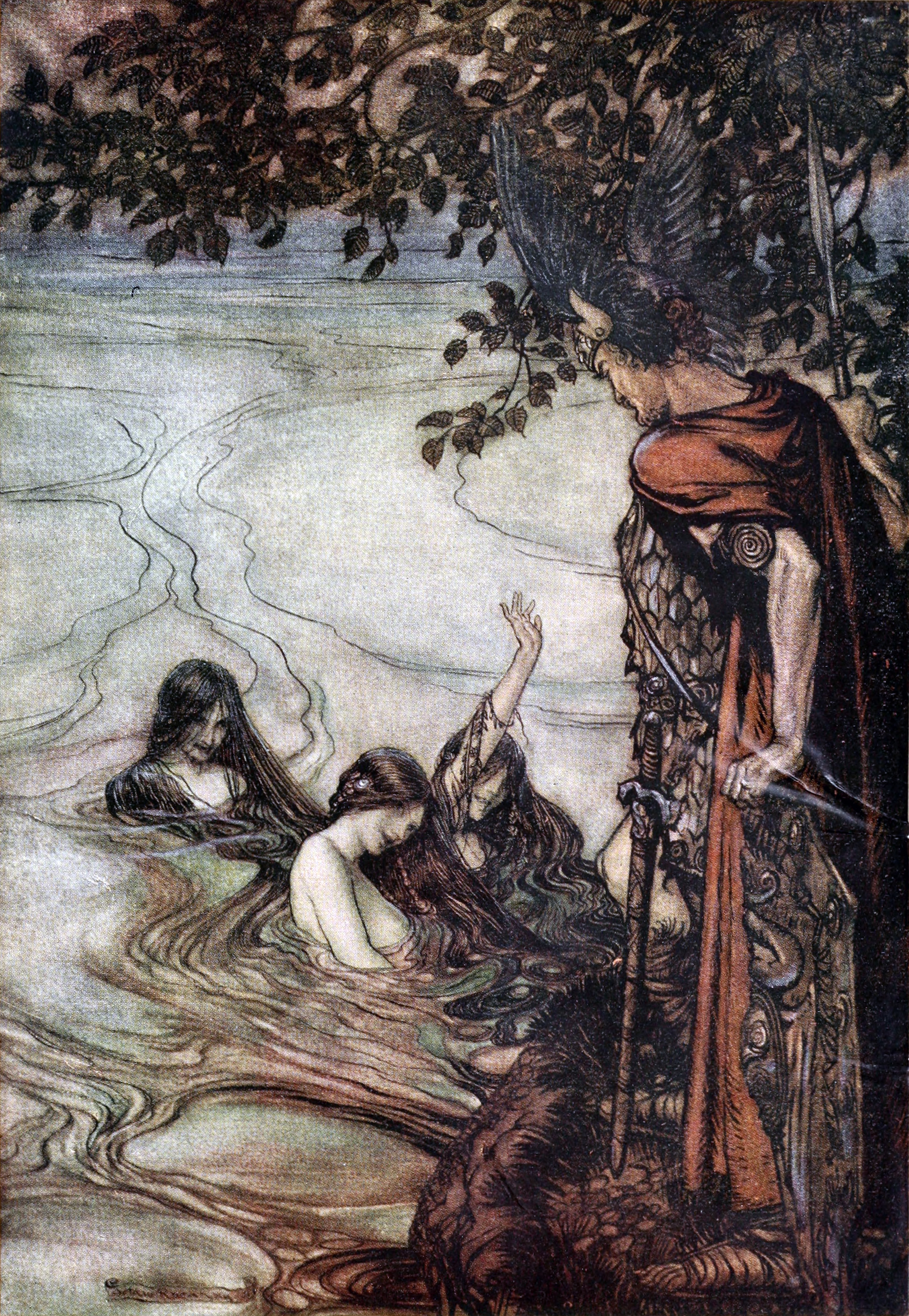
Zygfryd i Córy Renu, ilustracja do tetralogii, Arthur Rackham (1912)

Niemiecki kompozytor Richard Wagner uczynił w swojej tetralogii Pierścień Nibelunga (oryg. Der Ring des Nibelungen) Ren zarówno (epizodycznym) bohaterem, jak też i areną świata przedstawionego. Pierwsza jej część, Złoto Renu (Das Rheingold), w tytule bezpośrednio odnosi się do nazwy rzeki, na której dnie ukryty jest cudowny kruszec, dający za cenę całkowitego wyrzeczenia się miłości możliwość panowania nad całym światem. Strażniczkami tego niezwykłego metalu w dziele Richarda Wagnera są trzy siostry – Córy Renu, noszące imiona: Woglinda, Wellgunda oraz Flosshilda (odpow. Woglinde, Wellgunde i Flosshilde) i to właśnie w wodach tej rzeki rozpoczyna się akcja wagnerowskiego cyklu dramatów muzycznych.
Odrażający karzeł, Nibelung Alberyk (Alberich) pojawia się nad reńskimi wodami i próbuje uwieść kolejno każdą z rzecznych rusałek. Kiedy zaś jego zaloty są kolejno odrzucane przez wszystkie trzy siostry, szukając zemsty niespełniony amant przysłuchuje się rozmowie sióstr, toczonej o świcie na temat skarbu, który pozostaje pod ich opieką. Pilnowane przez nie złoto da niezwykłą moc i władzę temu, kto zrezygnuje z ziemskiej miłości. Rozwścieczony karzeł nie tylko natychmiast wyrzeka się więc miłości, ale nawet przeklina ją, co daje mu szanse na wykorzystanie nadprzyrodzonych cech reńskiego skarbu i wykucie z niego magicznego pierścienia. Odtąd pierścień Alberyka będzie budził pożądanie kolejnych stykających się z nim postaci, a w sercach strażniczek pozostawi nieukojony smutek.
Rzeką w ostatniej części tetralogii Zmierzchu bogów (Götterdämmerung) podróżuje młody heros Zygfryd (Siegfried), natomiast skradziony przez Nibelunga kruszec wraca wreszcie na swoje miejsce za sprawą walkirii Brunhildy (Brunhlide).